# Мансаналь-дель-Барко
Мансаналь-дель-Барко (ісп. Manzanal del Barco) — муніципалітет в Іспанії, у складі автономної спільноти Кастилія-і-Леон, у провінції Самора. Населення — 156 осіб (2010).
Муніципалітет розташований на відстані близько 230 км на північний захід від Мадрида, 22 км на північний захід від Самори.

## Демографія
Динаміка населення (INE ):